# 高井戶東
高井戶東（日语：／ Takaido-higashi */?）是東京都杉並區的町名。現行行政地名為高井戶東一丁目至高井戶東四丁目。郵遞區號為168-0072。2013年10月1日為止的人口有18,866人。

## 地理
位於東京都杉並區南部。地域中央有高井戶站。北鄰宮前、荻窪，東鄰成田西、濱田山，南鄰上高井戶，西與高井戶西之間以東京都道311號環狀八號線為界。由南往北分別為一丁目至四丁目。

### 河川
- 神田川

## 歷史

### 沿革
- 1969年（昭和44年）7月1日－實施住居表示，成立高井戶東一丁目至四丁目[2]。

| 實施後         | 實施年月日   | 實施前（各町名一部分）                                                     |
| -------------- | ------------ | -------------------------------------------------------------------------- |
| 高井戶東一丁目 | 1969年7月1日 | 上高井戶三丁目、上高井戶四丁目                                             |
| 高井戶東二丁目 | 1969年7月1日 | 上高井戶三丁目、上高井戶四丁目                                             |
| 高井戶東三丁目 | 1969年7月1日 | 上高井戶四丁目、上高井戶五丁目                                             |
| 高井戶東四丁目 | 1969年7月1日 | 下高井戶四丁目、大宮前一丁目、大宮前二丁目、上高井戶四丁目、上高井戶五丁目 |

## 交通

### 鐵路
- 京王井之頭線
  - 高井戶站

### 道路
- 首都高速4號新宿線
  - 高井戶出入口
- 東京都道7號杉並秋留野線
- 東京都道14號新宿國立線
- 東京都道311號環狀八號線

## 設施
- 杉並清掃工場
- 高井戶地域區民中心
- 日本惠普
- 松本清張邸[3]
- 芝田山部屋
- 杉並區立高井戶小學校[4]
- 杉並區立高井戶東小學校
- 杉並區立高井戶中學校

## 備註
1. ↑  杉並区 区政資料 - 統計 - 人口 - 各歳別人口25年 的存檔，存档日期2013-10-22.
2. ↑  同年9月18日，自治省告示第144号「住居表示を実施した件」
3. ↑  鄰近京王電鐵濱田山站。
4. ↑  高井戶東地域為該校學區，所在地為高井戶西。